# Mesoilo

Il mesoilo, precedentemente noto anche come mesenchima o mesoglea, è la matrice gelatinosa presente all'interno di una spugna. Riempie lo spazio tra il pinacoderma esterno e il coanoderma interno. Il mesoilo assomiglia a un tipo di tessuto connettivo e contiene diverse cellule ameboidi come gli amebociti, nonché fibrille e elementi scheletrici. Per molto tempo, è stato ampiamente accettato che le spugne mancano di vero tessuto, ma è attualmente in discussione se gli strati di mesoilo e pinacoderma siano tessuti.
Il mesoilo è composto dai seguenti elementi principali: collagene, molecole simili a fibronectina, galectina e un componente minore, dermatopontina. Questi polipeptidi formano la matrice extracellulare che fornisce la base per l'adesione cellulare specifica nonché per la trasduzione del segnale e la crescita cellulare.
Il mesoilo comprende una mesoglea colloidale acellulare con fibre di collagene incorporate, spicole e varie cellule, essendo come tale un tipo di mesenchima.